# Teknodromen

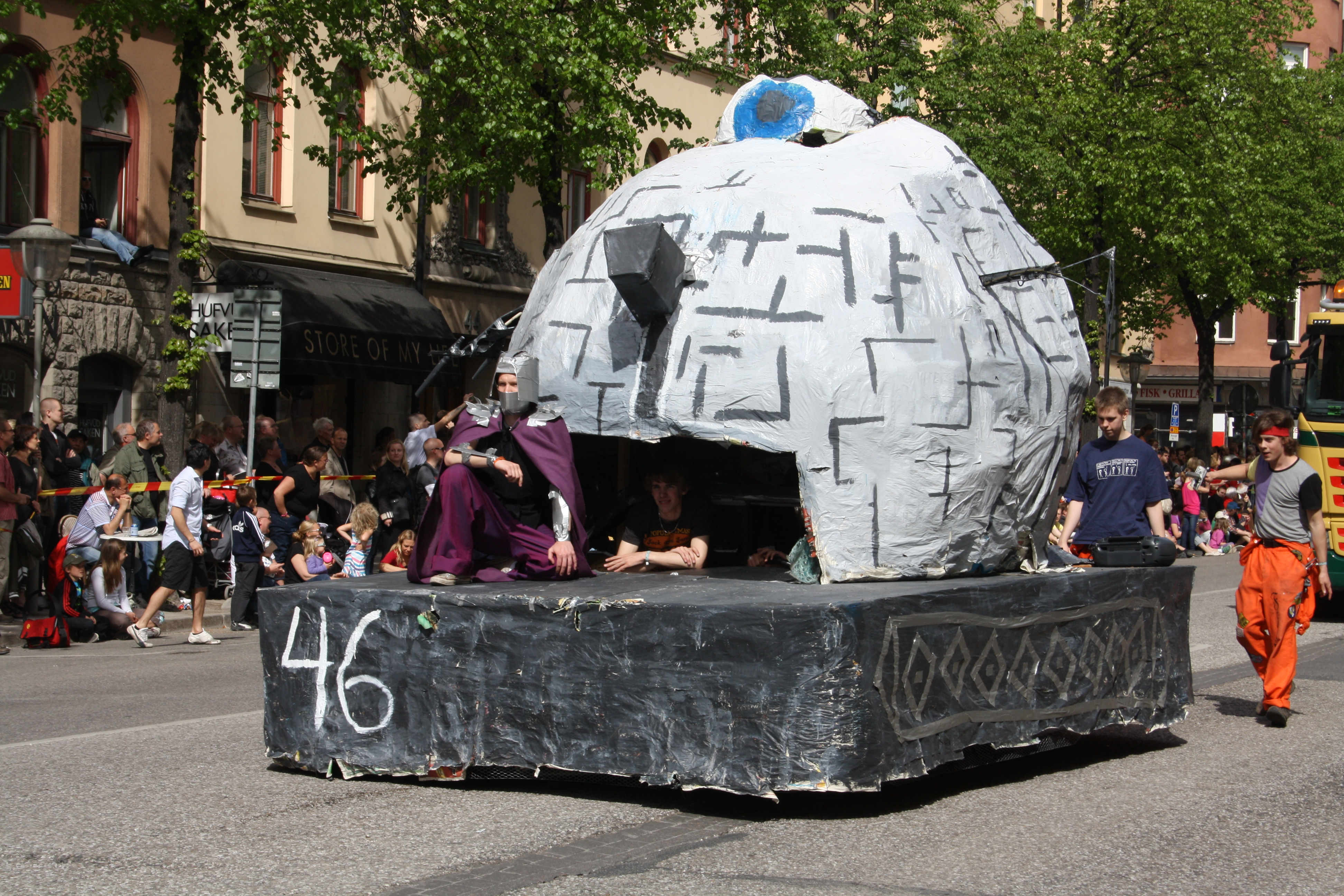
En modell som föreställer Teknodromen under Quarnevalen.

Teknodromen eller Technodromen (engelska: Technodrome) är en fiktiv sfärisk bas ur Teenage Mutant Ninja Turtles. Teknodromen syns i 1987 års tecknade TV-serie och serietidningarna Archie Teenage Mutant Ninja Turtles Adventures, samt de brittiska Hero Turtles-serierna från Fleetway Publications. Teknodromen förekommer också i 2012 års TV-serie, och IDW-serierna samt 2016 års långfilm. Den har också en betydande roll i Turtles Forever.
Teknodromen är sfärisk, och är baserad på Dödsstjärnan ur Star Wars.

## Historia

### 1987 års tecknade TV-serie
Teknodromen är ett sfäriskt bandfordon, som byggdes av "Drakus" från Dimension X innan den stals av Krang. Då Krang av någon anledning kom till Jorden mötte han på något vis Shredder. Ett ofta återkommande ämne i TV-serien, är att Teknodromen behöver energi för att kunna rulla, och sköldpaddorna måste hindra sina fiender från att stjäla energi från kraftverken på Jorden. I Return of the Technodrome, från säsong 2 bryter sig Shredder, Bebop och Rocksteady i vattenkraftverket vid Niagarafallen för att där stjäla energi.
I "The Big Blow Out" från säsong 3 demonstreras Teknodromens största kapacitet. I det avsnittet använder sig Krang av den till att stjäla energi från kraftverk och överföra energin till Teknodromen. I detta avsnitt visas även då själva "kulan" reses på en ställning knuten till hjulen. I detta avsnitt expanderar Krang även Teknodromens port, stor nog för hans planer på att skicka Jorden genom porten till Dimension X.
Teknodromen är kapabel att användas för resor på marken, under marken och under vatten. Om den är utrustad med en motor kraftig nog kan den även användas som transportmedel i yttre rymden. Den är också utrustad med en superportal som kan transportera den mellan olika platser på några sekunder.
I det sista TV-avsnittet under säsong åtta (1994), "Turtle Trek", förstör sköldpaddorna Teknodromens huvudmotorer och ser till Krang och Shredder stannar kvar i Dimension X. På planeten Balaraphon  faller Teknodromen ner i en krater, och förstörs till stora av en tentakelvarelse. Krang och Shredder återvänder sedan inte förrän under säsong tio, då utan Teknodromen. I seriens sista avsnitt, "Divide and Conquer", syns ruinerna av Teknodromen då Donatello tar sig dit för att hämta Krangs gamla androidrobot för att använda den i kampen mot Dregg.

## Lokalisering

### 1987 års tecknade TV-serie
Teknodromen byter plats under några händelser då Krang och Shredder försöker ladda om den, ofta tidigt eller sent under säsongerna.
Avsnitten European Vacation från åren 1992-1993 utspelar sig under säsong 4, med Teknodromen i Dimension X.
Säsong 1Sköldpaddorna stöter för första gången på Teknodromen under New York. I säsongens sista avsnitt, The Shredder Is Splintered, vänder Donatello kraftriktningen på Teknodromens portal, och den sugs i stället in i Dimension X, precis innan Krangs styrkor ankommer till Jorden.
Säsong 2Teknodromen återfinns under större delen på en stenig värld i Dimension X. I säsongens sista avsnitt, Return of the Technodrome, bryter sig Shredder, Bebop och Rocksteady in i Niagarafallens vattenkraftverk för att stjäla energi till Teknodromen, medan Krang förflyttar Teknodromen till Jorden. Krang använder sedan Teknodromen för utlösa en konstgjord jordbävning, för att demonstrera sin makt. Då han på nytt försöker med detta omprogrammerar Donatello generatorn, och då Krang försöker utlösa nästa jordbävning borrar sig i stället hela Teknodromen ner till Jordens innandöme.
Säsong 3Under stora delar av säsong 3 befinner sig Teknodromen, med stor energibrist, nära Jordens kärna. Slutligen, i The Big Rip-Off, lyckas Krang och Shredder komma åt den energi som krävs för att återuppladda Teknodromen. I kommande avsnitt, The Big Break-In, återvänder Teknodromen till Jordens yta medan Krang med hjälp av en förminskningsstråle krymper armébaser. I säsongens sista avsnitt, The Big Blow Out, för Shredder och Krang Teknodromen till New York och öppnar en stor portal till Dimension X, med avsikt att sända Jorden till Dimension X, där Krangs rymdstyrkor väntar på att öppna eld mot Jorden. Sköldpaddorna lånar en stridsvagn från USA:s armé, och avfyrar en missil från avloppen mot Teknodromen. Missilen lyfter, och träffar Teknodromen för att därefter bära med sig den mot skyn och genom portalen till Dimension X. Krangs styrkor misstar Teknodromen för Jorden och öppnar eld. Den tar svår skada och Shredder, Krang, Bebop och Rocksteady blir fast i Dimension X.
Säsong 4
Då fjärde säsongen inleds har Teknodromen landat på en asteroid. I The Dimension X Story visar det sig att det finns en vulkan på asteroiden, och då vulkanen får ett utbrott begravs de undre delarna i stenmassorna.
Säsong 5När säsongen inleds befinner sig Teknodromen fortfarande i Dimension X, men i My Brother, the Bad Guy försöker Krang och Shredder förflytta den till Jorden. De lyckas, även om Donatello ser till att den landar i Arktis. Teknodromen förblir sedan fast i polaristäcket för resten av säsongen.
Säsong 6I Rock Around the Block använder Krang sig av en superlaser för att frigöra Teknodromen från polarisen. På grund av Bebops och Rocksteadys inkompetens aktiverar de av misstag kontrollpanelen, vilket får superlasern att smälta isen under Teknodromen. Den sjunker till botten av Norra ishavet där den förblir under de kommande två säsongerna.
Säsong 7Under Vacation in Europe-avsnitten, som utspelar sig under säsong 4, befinner sig Teknodromen i Dimension X. I övriga avsnitt syns den på havets botten, där den befunnit sig sedan säsong 6. I säsongsavslutningen, Shredder Triumphant, kommer Krang åt energi för att förflytta Teknodromen till New York. Efter att Donatello omprogrammerat portalen förflyttas den, via fjärrstyrning, till Dimension X medan Krang, Shredder, Bebop och Rocksteady blir kvar på Jorden.
Säsong 8I avsnittet "Wrath of the Rat King", märker Krang att då Teknodromen återvände till Dimension X sögs den in i svart hål, men det visar sig dock att Krangs stenkrigare lyckas få loss den och föra den sig till planeten Balaraphon innan säsongen avslutas med "Turtle Trek", där Krang och Shredder åter lyckas ta sig till Teknodromen. Sköldpaddorna beger sig till Balaraphon och förstör Teknodromens huvudmotorer medan ett tentakelmonster angriper Teknodromen.
Säsong 9Teknodromen syns inte i detta avsnitt.
Säsong 10I seriens sista avsnitt, Divide and Conquer, Donatello och Michelangelo beger sig till Teknodromen på Balaraphon för att återhämta Krangs android, och använda den i striden mot Dregg.

### Turtles Forever
Teknodromens ankomst till Jorden från 2003 års serie är en viktig handling i TV-filmen Turtles Forever från 2009. Då den anländer till Jorden från 2003 års serie utrustar Utrom-Shredder (Ch'rell) och Fotklanen den med Utromteknologi. Inga nya förmågor tillkommer, men utseende och funktion ändras starkt. Pansarvagnshjulen tas bort, och den svävar konstant, ögonstrukturen vid toppen tas bort, och laservapnen ändras. Ch'rell planerar att använda Teknodromen och dimensionsporten för att erövra Multiversum. 
Vid filmens slut besegrar sköldpaddorna Ch'rell och föser honom mot Teknodromens huvudlaserstråle.
Efter nederlaget använder Krang och 1987 års Shredder samt sköldpaddorna den uppgraderade Teknodromen för att återvända till 1987.

### Crossoveravsnitten 2017
I crossoveravsnitten mellan 1987 och 2012 års serier, förflyttar Krang och Shredder från 1987 års serie sin teknodrom till 2012 års series verklighet.

### Teenage Mutant Ninja Turtles Adventures
Eftersom serietidningsversionen Teenage Mutant Ninja Turtles Adventures till en början följer 1987 års tecknade TV-serie står Teknodromen först under New York, sedan i Dimension X. Senare i denna version bygger Krang om den till en rymdfarkost, Skullbuzzer. Då Krang besegrats i Slutstriden på planeten Hirobyl och skickats till Morbus av Cherubae gav Cherubae Skullbuzze till Leatherhead, Trap, Wingnut och Schrewloose, medan koslickan Cudley förde sköldpaddorna hem till Jorden, och därefter sågs varken Teknodromen eller Skullbuzzer mer i Archieäventyrens huvudserier.

### Fleetwayserierna
Teknodromen syns också i de brittiska Fleetwayserierna. Den är identisk med Teknodromen i 1987 års TV-serie och Archieserierna. Dock syns den oftare på Jorden, och är oftare i rörelse.

### 2012 års TV-serie
Vid slutet av säsong 1 ("Showdown") anländer Teknodromen till Jorden från Dimension X genom en portal som öppnas vid TCRI-byggnaden. I denna version är Teknodromen en gigantisk sfärisk rymdfarkost, täckt med diverse vapen, samt innehåller sfäriska flyktkapslar. Trots detta lyckas sköldpaddorna ta sig in i Teknodromen, och orsaka så pass stor skada att den sjunker i havet, även om den senare återigen laddas upp i slutscenerna av säsong 1.
I avsnittet "The Battle of New York" (säsong 3) visar det sig att Kraang i denna serie innehar flera teknodromer. Teknodromerna drivs med Kraangmutagen. I "Annihilation Earth!" (säsong 3) stiger den teknodrom som användes under första säsongen återigen från havets botten utanför New York, men angrips och förstörs av triceratonerna.

### Out of the Shadows
I långfilmen Teenage Mutant Ninja Turtles: Out of the Shadows för Krang Teknodromen till Jorden, sedan Shredder och Baxter Stockman lyckats färdigställa porten.

## Design och utrustning
- 972 rum (nämns i "The Missing Map")

- Dimensionsport

- Kanoner

- Ett "periskop" med en laserkanon högst upp

- En jordbävningsutlösande maskin (syns i Return of the Technodrome)

- En mouserfabrik (syns i A Thing About Rats)

- Transportmoduler (framför allt säsong 1, 3 och 5-7)

- Utplånaren (syns i Enter the Fly)

### Transportmodulerna
Transportmodulerna är borrfordon som används av Krang, Shredder, Bebop och Rocksteady. Transportmoduler används för underjordiska transporter, oftast mellan Teknodromen och New York under säsonger då Teknodromen är belägen på Jorden. Fastän de är mest kända som underjordiska borrfordon ändrades de i och med att Teknodromens lokaliseringar ändrades.

#### Säsong 1
Teknodromen är belägen i underjorden under säsong 1. I avsnittet "A Thing About Rats (Cowabunga)" använder Shredder en typ av transportmodul som är sammankopplat med Teknodromen. Denna transportmodul syns även i det andra TMNT-TV-spelet till NES samt i serietidningsversionen Teenage Mutant Ninja Turtles Adventures.

#### Säsong 3
Med Teknodromen i Jordens kärna under större delen av säsong 3), används den första typen av de mer kända typerna av transportmoduler. De påminner något om en rymdraket, med en borr där fram. Även Bebop och Rocksteady kan styra transportmodulerna.

#### Säsong 5
Med Teknodromen belägen i Arktis under största delen av säsong 5 (1991), används transportmodulerna från säsong 3 igen, denna gång för att borra under den nordamerikanska kontinenten till New York.

#### Säsong 6 och säsong 7
Med Teknodromen belägen under Norra ishavet under säsong 6 (1992) och säsong 7 (1993), används en undervattensversion av transportmoduler.

### Dimensionsporten
Teknodromen innehåller en transdimensionell eller interdimensionell port (teleportör), även kallad dimensionsport eller dimensionskorridor, som finns i huvudkontrollrummet där de flesta scenerna i Teknodromen utspelar sig. Med dimensionsporten kan Shredder, Krang, Bebop och Rocksteady snabbt förflytta sig vart de ville från eller till Teknodromen. Eftersom de aldrig fick reda på var sköldpaddorna gömde sig kunde de dock aldrig ta sig dit. Den kunde också användas som TV-skärm för att till exempel se April O' Neil från Kanal 6-nyheterna sända, även när Teknodromen befann sig i Dimension X.
Donatello hade från säsong tre en liknande, mindre, dimensionsport.

## Teknodromen i dator- och TV-spelen
I de flesta Turtlesspelen måste sköldpaddorna på slutnivåerna slå sig fram genom Teknodromen för att få utkämpa slutstriderna mot Shredder och Krang.
I det första NES-spelet måste man först slå ut Teknodromens kanoner innan man kan komma in i den. Efter att ha förstört kanonerna skall man dock först förstöra den ögonliknande strukturen på toppen.
Under senare spel blev miljöerna alltmer lika TV-serien.
I TMNT: Smash Up finns Teknodromen med på den underjordiska banan.

## Teknodromen i övrig populärkultur
Låten Segertåget från 2008 av gruppen Maskinen innehåller orden rullar in som Technodromen.

### Fotnoter
1. ↑  ”Arkiverade kopian” (på engelska). Moviehole. 21 mars 2012. Arkiverad från originalet den 16 oktober 2019. https://web.archive.org/web/20191016212540/https://moviehole.net/the-cynical-optimist-michael-bays-ninja-turtles/. Läst 16 oktober 2019.
2. ↑  ”TMNT Cartoon Episode 172!”. Ninjaturtles.com. Arkiverad från originalet den 15 april 2011. https://web.archive.org/web/20110415024045/http://www.ninjaturtles.com/cartoon/guide/cart172.htm. Läst 30 september 2010.
3. ↑  ”TMNT Adventures #11” (på engelska). TMNT Entity. 25 juni 2008. http://tmntentity.blogspot.se/2008/06/tmnt-adventures-11.html. Läst 29 december 2015.
4. ↑  ”TMNT Adventures #13” (på engelska). TMNT Entity. 25 juni 2008. http://tmntentity.blogspot.se/2008/06/tmnt-adventures-13.html. Läst 29 december 2015.
5. ↑  DeMaria, Rusel (1990). Nintendo Games Secrets. Secrets of the Games. Prima Publishing. sid. 270–272. ISBN 1-55958-062-3
6. ↑  ”Teenage Mutant Ninja Turtles: Smash-Up Developer Diary #1 - GameSpot Video”. Comic-con.gamespot.com. 22 september 2009. Arkiverad från originalet den 14 augusti 2009. https://web.archive.org/web/20090814104512/http://comic-con.gamespot.com/video/6213722/. Läst 30 september 2010.